# 新保史生
新保 史生（しんぽ ふみお、1970年 - ）は、日本の法学者。専門は、憲法・情報法。学位は博士（法学）。慶應義塾大学総合政策学部教授。

## 来歴
北海道出身。1989年 札幌西高等学校
、1994年 法政大学経済学部卒業。1999年 駒澤大学大学院法学研究科博士後期課程修了、博士（法学）。
2001年 明治大学法学部兼任講師、2004年 筑波大学大学院図書館情報メディア研究科准教授、2007年 総務省情報通信政策研究所特別研究員、2009年 慶應義塾大学総合政策学部准教授
を経て、2013年 同学部総合政策学部教授に就任。
(財)国際通信経済研究所第一研究部嘱託研究員、(財)日本情報処理開発協会情報セキュリティ部プライバシー事務局研究員、経済協力開発機構（OECD）「情報セキュリティ・プライバシー部会（WPISP)」副議長、 憲法学会常務理事、情報通信学会常務理事、法とコンピュータ学会理事、総務省情報通信政策研究所特別上級研究員を歴任。

## 受賞
- 2003年 モバイル・コミュニケーション・ファンド 第1回「ドコモ・モバイル・サイエンス賞」奨励賞
- 2003年 電気通信普及財団 第18回「電気通信普及財団賞」テレコム社会科学賞　奨励賞
- 2017年1月 公益財団法人KDDI財団 Nextcom 情報通信論文賞 ロボット法学の幕開け[6]
- 2018年6月　情報通信月間推進協議会 平成３０年度情報通信月間推進協議会会長表彰 情報通信功績賞[7]

## 著書
- 「国立国会図書館サーチ」を参照